# چولیر (دهانه)
چولیر یک دهانه برخوردی در ماه‌ است.

## دهانه‌های اقماری
این دهانه ۴ دهانه اقماری دارد.
| Chevallier | عرض جغرافیایی | طول جغرافیایی | قطر          |
| ---------- | ------------- | ------------- | ------------ |
| K          | ۴۳.۵° N       | ۵۰.۹° E       | ۶.۰ کیلومتر  |
| B          | ۴۵.۲° N       | ۵۱.۹° E       | ۱۳.۰ کیلومتر |
| M          | ۴۶.۰° N       | ۵۱.۲° E       | ۱۶.۰ کیلومتر |
| F          | ۴۶.۱° N       | ۵۶.۵° E       | ۹.۰ کیلومتر  |